# Język basaa
Język basaa albo mbene − język z rodziny bantu, używany w Kamerunie. W 1982 roku liczba mówiących wynosiła ok. 230 tysięcy.